# 安薩魯
黑色非洲穆斯林保護先鋒隊（阿拉伯语：‎，拉丁轉寫：Jamāʿatu Anṣāril Muslimīna fī Bilādis Sūdān），通常稱為安薩魯（Ansaru），偶而稱為薩赫勒以外地區的蓋達組織（al-Qaeda in the Lands Beyond the Sahel），是以奈及利亞為據點的伊斯蘭系武裝組織。
它的起源不明，曾經是博科聖地的派系（2009-2012)，但是已經在2012年1月1日宣布自立為獨立團體。在2015年以後並無軍事活動，不過它的數名成員仍然活躍。

## 意識形態
與博科聖地不同，博科聖地的意識形態集中在奈及利亞，安薩魯則更為國際化。它的信仰與阿爾蓋達組織非常一致。 此外，該組織發誓要透過復興索科託哈里發來恢復“黑色非洲穆斯林的尊嚴”。該組織還批評博科聖地不分青紅皁白地殺害平民，安薩魯指揮官哈立德·巴納維聲稱，他的追隨者不會殺害無辜的非穆斯林或安全官員，除非是為了“自衛”，該組織將捍衛伊斯蘭教和穆斯林的利益，不僅在奈及利亞，而且在整個非洲。
安薩魯的座右銘是“Jihad Fi Sabilillah”，意思是“為真主的事業而鬥爭”。
2022年1月2日，捍衛民主基金會的《長期戰爭日報》報導，安薩魯重申效忠阿爾蓋達組織。

## 歷史

### 創建
安薩魯的確切起源尚不清楚，但眾所周知，該組織是博科聖地的一個派別。博科聖地是一個極端伊斯蘭運動，於2009年發起了反對奈及利亞政府的起義。最初的叛亂失敗了，於是部分運動逃往阿爾及利亞和索馬利亞，在那裡他們在伊斯蘭馬格里布基地組織和青年黨等與阿爾蓋達組織有聯絡的組織中找到庇護所。在博科聖地創始人Mohammed Yusuf的兩個親密夥伴Khalid Barnawi（Abu Usamatal Ansari）和Abubakar Adam Kambar（Abu Yasir）的主管下，這些流亡者在豪薩被稱為“撒哈拉人”（Yan Sahara）。他們與阿爾蓋達組織附屬機構建立了密切的聯絡，並與他們進行了培訓，採用了他們的意識形態和戰術。由於這些經歷，“撒哈拉人”比留在奈及利亞的博科聖地團體更加成熟，並最終批評後者發動叛亂的方式。
回到奈及利亞後，Khalid Barnawi和Abubakar Adam Kambar在不分青紅皁白地殺害平民方面與其他博科聖地指揮官意見不一，敦促對西方和高調的目標做出更集中的努力。由於這些分歧，安薩魯於2012年1月正式從博科聖地分離出來。 Khalid Barnawi譴責博科聖地的行為“對穆斯林世界不人道”。安薩魯成為基地組織在奈及利亞事實上的分支，甚至偶爾稱自己為“薩赫勒以外地區的基地組織”。安薩魯選舉阿布巴卡爾·亞當·坎巴爾為第一任指揮官，但他於2012年8月被殺，哈立德·巴納維因此成為該組織的領導人。                                                   

### 運營
與主要位於奈及利亞東北部博爾諾州的博科聖地不同，安薩魯在奈及利亞中北部的卡諾州及其周邊地區運營，這是豪薩-富拉尼人的心臟地帶。它與以馬里北部為基地伊斯蘭馬格里布蓋達組織和西非統一與聖戰運動協調活動，並涉嫌將一些戰士派往馬里，在那裡他們參加了馬里北部衝突。安薩魯可能是在藪貓行動行動中被趕出馬里的。
在奈及利亞的整個叛亂活動中，安薩魯與博科聖地密切合作，儘管是其競爭對手。這主要是出於必要，因為這兩個派別不能冒險透過互相戰鬥來削弱自己。
安薩魯聲稱對此負責的襲擊包括2012年11月在阿布賈的特別反劫匪小隊總部越獄，2013年1月襲擊奈及利亞軍隊在參加北馬里衝突的路上的車隊，以及2013年5月23日與Mokhtar Belmokhtar合作襲擊尼日的一座法國擁有的鈾礦。
該團體還在奈及利亞進行了多起綁架，包括2011年5月從凱比州綁架一名英國人和一名義大利人，2012年12月在卡齊納州綁架了一名法國工程師弗朗西斯·科隆普，以及2013年2月從包奇州的一個建築工地綁架了七名外國人（四名黎巴嫩人、一名英國人、一名義大利人和一名希臘人）。科隆普於2013年11月逃脫。在2011年5月和2013年2月處決了劫持的人質，此前它說英國和奈及利亞政府的救援嘗試失敗。  

### 沒落
據報導，安薩魯的幾名軍官於2013年返回博科聖地。2015年，安薩魯召開會議討論是否想像博科聖地那樣加入伊斯蘭國。它決定保持獨立，因此有一些成員叛逃到博科聖地。在此事件之後，安薩魯在很大程度上處於休眠狀態，並停止了在奈及利亞的襲擊。2016年4月，安薩魯領導人哈立德·巴爾納維（Khalid al-Barnawi）在洛科賈被奈及利亞安全部隊逮捕。
儘管此時該組織基本上已經停止活動，但直到2017年底，安薩魯仍然存在於網路上，這表明該組織的幾名成員仍然躲藏起來，可能在等待重振組織的機會。2020年1月中旬，安薩魯透過蓋達組織的 Al Hijrah 媒體宣布，它是2020年1月14日襲擊波蒂斯庫姆埃米爾車隊的幕後黑手，該車隊正在卡杜納-扎里亞公路上行駛，共有30人死亡，其中包括6名奈及利亞陸軍士兵。這是該組織自2013年以來首次公開聲明的行動。

## 認定為恐怖組織的國家
認定安薩魯為恐怖組織的國家有伊拉克、美國、英國、紐西蘭。